# Леонард Саркісов
Саркісов Леонард Саркісович (1931—1998) — вірменський актор, народний артист Республіки Вірменія..

## Життєпис
Народ. 1931 р. Знімався у кіно з 1972 р., де зіграв у 30 фільмах. Серед них українські стрічки: «По кому в'язниця плаче...» (1991), «Нальот» (1993).

## Фільмографія
| Рік  | Назва                              | Роль               |
| ---- | ---------------------------------- | ------------------ |
| 1976 | «Багдасар розлучається з дружиною» | фотограф           |
| 1977 | «Кам'яна долина»                   | агроном            |
| 1977 | «Осіннє сонце»                     | старий             |
| 1983 | «Кочарі»                           |                    |
| 1984 | «Пожежа»                           | Єрванд             |
| 1986 | «Канікули біля моря»               | директор заводу    |
| 1986 | «День паперового змія»             | перукар, друг діда |
| 1991 | «По кому в'язниця плаче...»        | Еврік, шеф         |